# Josh fight
Josh fight (la pelea de los Joshes) fue un meme de internet viral, lucha falsa, y una captación de fondos en Air Park en Lincoln, Nebraska, el 24 de abril de 2021. El evento fue originalmente ideado por un estudiante de ingeniería civil llamado Josh Swain de Tucson, Arizona el 24 de abril de 2020. Obtuvo popularidad después de que un screenshot de un chat de grupo de Facebook Messenger que implicaba a varios usuarios llamados Josh Swain se extendiera ampliamente en el internet.
Swain alentó a los participantes del chat a reunirse en un par de coordenadas y competir por el derecho de usar el nombre "Josh". El evento, aunque inicialmente pretendía ser una broma, atrajo a una multitud de casi mil personas el día de su realización. A pesar del título, la reunión fue alegre y no hubo violencia real involucrada. El periódico The Wall Street Journal escribió que el evento se convirtió en un "fenómeno de noticias global".

## Contexto
El 24 de abril de 2020, varios usuarios de Facebook Messenger llamados Josh Swain fueron añadidos a un chat de grupo que dice,

– Probablemente se estén preguntando porqué los he reunido a todos aquí hoy.
– ¿Porque todos compartimos los mismos nombres...?
– Precisamente, 24/4/2021, 12:00 PM, nos encontramos en estas coordenadas, (40°49′20″N 96°47′54″O / 40.8223286, -96.7982002) peleamos, quién sea que gane puede mantener el nombre, todos los demás tienen que cambiar su nombre, tienen un año para prepararse, buena suerte.

Swain explicó que la idea del evento surgió por el aburrimiento del confinamiento por la pandemia de COVID-19 y por la frustración de no poder recibir un perfil de usuario exclusivo en las redes sociales debido a la alta frecuencia de personas que compartían su nombre, pero que no esperaba que la invitación se volviera viral.

| joshua swain | Twitter |
| @joshswainaz |         |

             there can only be one https://pic.twitter.com/VPamxjJ0yL

        2020-04-24

Swain publicó una captura de pantalla de la conversación en Twitter el mismo día. El tuit recibió 64 mil me gusta y 21 mil re-tuits en dos semanas.  Aunque Swain dijo que el tuit era "completamente una broma", la conversación se convirtió en un meme en las redes sociales. Días antes del evento, Swain acudió a Reddit para anunciar una recaudación de fondos para el evento en beneficio de la Fundación Children's Hospital & Medical Center (CH&MC) en Omaha, junto con una solicitud de alimentos no perecederos para iniciar una campaña de recolección de alimentos para el Banco de Alimentos de Lincoln. En la misma publicación, Swain también alentó a los asistentes a traer fideos de piscina como armas falsas para la pelea planeada.
Swain eligió Lincoln, Nebraska como lugar para el evento debido a su ubicación central dentro de los Estados Unidos, con las coordenadas específicas elegidas al azar en una propiedad privada. El dueño de la propiedad, sin embargo, no estuvo de acuerdo en organizar 'un evento tan ridículo', y como tal, la pelea fue reubicada en Air Park aproximadamente a 4.2 km de distancia.

## Evento
El día elegido, casi mil personas, incluidas al menos 50 llamadas Josh, se reunieron en Air Park. Los asistentes llegaron desde lugares tan lejanos como Nueva York, Washington y Texas, algunos vestidos con disfraces de superhéroes y Star Wars. Otros vinieron con trajes Do It Yourself, que consistían en armaduras hechos con cajas de refrescos, envases de comida rápida y otros objetos traídos de casa.
Se llevaron a cabo tres 'peleas': un juego de piedra, papel y tijeras para los llamados Josh Swain, un segundo con fideos de piscina para todos los asistentes llamados Josh, y una tercera y última batalla para cualquiera en posesión de un fideo de piscina que esté dispuesto a participar. Sólo dos de los asistentes se llamaron "Josh Swain": Josh Swain, el creador del evento, venció a un Josh Swain rival de 38 años de Omaha en el evento de piedra, papel y tijeras. Un niño de la zona de cuatro años llamado Josh Vinson Jr., apodado 'Little Josh' (Pequeño Josh), que había sido tratado en CH&MC en Omaha por ataques cuando tenía dos años, fue declarado ganador absoluto. Vinson Jr. fue coronado con una corona de papel de Burger King y una réplica del cinturón del AEW World Championship. El padre de Vinson Jr., también llamado Josh, dijo después que su hijo había "tenido el mejor momento de su vida".
La reunión recaudó más de US$13,300 para la CH&MC, mucho más allá de su objetivo inicial de US$1,000, y recaudó más de 90 kg de alimentos para el banco de alimentos cercano. Desde entonces, la CH&MC ha mostrado su aprecio por la recaudación de fondos en las redes sociales.